# Томас Обічіні

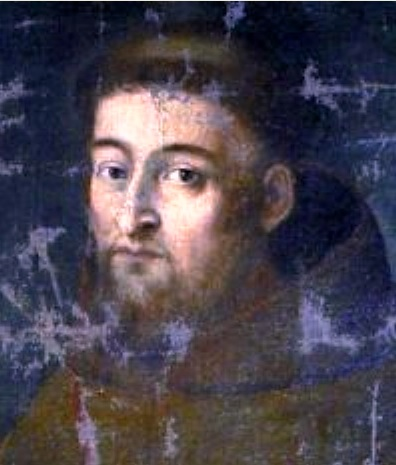
Томмазо Обічіні з Новари (1585—1632)

Томас Обічіні з Новари (італ. Tomasso Obicini da Novara ; 1585 рік — 7 листопада 1632) — італійський монах-францисканець, родом із Новари. Будучи раннім сходознавцем, арабістом і лінгвістом, він перекладав арабські тексти на латинську мову і в 1620 році заволодів гротом Назарета для францисканського ордену.

## Подорож до Назарету
У 1620 році Фра Обічіні відправився в Єрусалим до еміра Бейрута Фахр ад-Діна II.
Історія цієї місії почалася за сім років до цього, у 1613 році, коли Фахр ад-Дін II знайшов притулок у Тоскані, Італія. Емір уклав союз з правителем Медічі Козімо II і провів під його захистом два роки. Він провів ще три роки на Сицилії та в Неаполі, намагаючись згуртувати хрестовий похід проти османського правління, але безуспішно. До 1618 змінена політична ситуація дозволила йому повернутися до Лівану.
Через два роки монах Обічіні вирушив до Єрусалиму в посольстві з лордом Баттістою Таркетом, консулом усієї Палестини, посланим консулом Сидони, християнським королем лордом Альбертом Гарданою та прокурором Святої Землі лордом Френсісом Лебаром.
У Бейруті Обічіні, згідно з його розповідями, був тепло і щедро прийнятий еміром ад-Діном, який з готовністю передав дві християнські святині, грот Благовіщення, тобто грот Назарету, і гору Фавор своєму францисканському ордену.
У своєму описі придбання святих місць він розповідає, як він подорожував до Назарету, оскільки невелика група священика, монах Джон Вандомський, і сицилійський монах, Франческо Саліче, привезли листи від принців, різні відгуки та указ каді Цфата. У суботу, 29 листопада 1620 року, група заволоділа святилищем, побудованим на фундаменті Будинку Лорето і відомим як Священний Грот — місцем, яке християни шанували як місце, де Ангел Гавриїл сповістив Діві Марії про народження Христа.
Коли Обічіні був абатом у монастирі Алеппо, Сирія, він опанував сирійську, арабську, іврит, арамейську та коптську мови. У 1621 році він був першим лектором арабської мови в монастирі Сан-П'єтро-ін-Монторіо і був попередником Афанасія Кірхера.
У 1631 році Обічіні опублікував Grammatica Arabica — латинський переклад арабської граматики Matn Al Ajrumiyyah 13-14 ст., (إلاجرُومِية), написану Абу Абдуллахі Мухаммадом бін Мухаммад бін Давуд ас-Санхааджі, відомим як Ібн Аджуррум.
У 1636 році Обічіні опублікував Thesaurus Arabico-Syro-Latinus, його opus magnum; латинський розширений переклад глосарію Елайа з Нісібіса XI-го століття, призначений для допомоги латиномовним прелатам у наверненні сирійців та інших носіїв арабської мови.